# Train Sim World
Ne doit pas être confondu avec Train Simulator (série de jeux vidéo, 2009).
Train Sim World (abrégé en TSW) est une série de jeux de simulation ferroviaire développé par Dovetail Games et publié pour la première fois le 16 mars 2017 par ces derniers pour le PC, le 9 mars 2018 pour la Xbox One et le 28 juillet 2018 pour la PlayStation 4. De nombreuses suites au jeu ont ensuite été commercialisées au fil des années notamment sur PlayStation 5 et Xbox Series. Des jeux dérivés ont ensuite également fait acte de présence.
Le dernier jeu en date dans la continuité principale de la licence est Train Sim World 5, qui est sorti le 17 septembre 2024.

## Système de jeu
Les jeux Train Sim World permettent de se déplacer librement dans une zone limitée à pied ou en train. Ils consistent à exercer en tant que conducteur les tâches tournant précisément autour de la conduite de trains dans des chemins de fer situés géographiquement dans le monde (généralement au Royaume-Uni, en Allemagne et aux États-Unis) ou parfois fictifs (plus rare) tout en y surmontant les contraintes : la signalisation, les horaires dans un cycle jour-nuit, le trafic ferroviaire, le climat, les pentes, le poids et le nombre de wagons, etc.
Le joueur peut effectuer des scénarios ferroviaires, services et modules d'entraînements où la vue à la première personne peut être utilisée à pied pour effectuer des tâches comme le ravitaillement en carburant ou le changement d'aiguillages,. Le joueur a également la possibilité de monter dans la cabine du conducteur et de diriger une locomotive en vue intérieure depuis la cabine ou en vue extérieure pour mieux voir l'environnement autour de lui. Il peut ensuite effectuer diverses tâches comme la mise en stationnement de trains, le ravitaillement de wagons en marchandises ou de voitures en passagers, leur déplacement, etc. Outre la possibilité d'effectuer des services de transport de passagers ou de fret, le joueur peut aussi se déplacer librement à pied en alternant entre les rôles de conducteur et de passager pour profiter du trajet de ce point de vue. Le joueur a également la possibilité de photographier son environnement, pouvant exercer ainsi l'activité de trainspotting. Au fur et à mesure que de nouveaux titres soient mis en vente, le joueur a pu également ensuite avoir la possibilité de créer ses propres scénarios et de personnaliser ses trains et wagons avec l'éditeur de livrées, de les partager dans le Creators Club (club des créateurs), d'essayer et de s'exercer à la conduite de trains depuis le Training Center (centre d'entraînement), de modifier les formations de véhicules de chemin de fer à sa guise et d'alterner entre le rôle de conducteur de train et de contrôleur et ainsi vérifier la validité des tickets des passagers d'un train voyageur.

## Liste des jeux et éditions
Train Sim World est une série de jeux dont le contenu a au fil des années été peaufinée, mis à jour et vendu sous divers titres et éditions; et qui a même eu des jeux dérivés de celle-ci.
| 2017 | Train Sim World - Édition CSX Heavy Haul ; Train Sim World - Édition Rapid Transit |
| 2018 | Train Sim World - Édition Fondateurs ; Train Sim World (4e édition)                |
| 2019 |                                                                                    |
| 2020 | Train Sim World 2020                                                               |
| 2021 | Train Sim World 2                                                                  |
| 2022 | Train Sim World 3                                                                  |
| 2023 | Train Sim World 4                                                                  |
| 2024 | Train Sim World 5                                                                  |
| 2025 | Train Sim World VR ; Train Sim World 6                                             |

### Train Sim World
On considère  "TSW 2020" et les autres versions antérieures comme des éditions du premier jeu TSW dû au fait que les éditions antérieures pouvaient être mises à jour en cette dernière édition. TSW est donc le premier jeu de la licence, ayant eu plusieurs éditions au cours de son développement ; TSW 2020 étant la dernière.

#### Train Sim World: CSX Heavy Haul
Lors de la sortie de la version bêta le 8 décembre 2016, cette édition du jeu s'appelait à l'origine Train Sim World: CSX Heavy Haul qui, elle, contenait uniquement un itinéraire jouable, Sand Patch Grade (en), situé aux États-Unis. Le jeu contenait uniquement 3 trains de la CSX Transportation : CSX AC4400CW, CSX SD40-2 et CSX GP38-2. Cette édition du jeu est finalement sortie le 16 mars 2017

#### Train Sim World: Rapid Transit
Train Sim World: Rapid Transit est un DLC qui apporte un autre itinéraire, nommé Rapid Transit, à cette édition de Train Sim World. Il est disponible depuis le 14 décembre 2017. Il doit se distinguer de l'itinéraire de CSX Heavy Haul car il apporte un autre itinéraire à l'édition d'origine. L'itinéraire est situé en Allemagne, est opéré par Deutsche Bahn et contient des services du réseau S-Bahn Mitteldeutschland de Leipzig. L'itinéraire va de Dessau hbf (de) à Markkleeberg-Gaschwitz (en) via Leipzig hbf

#### Train Sim World: Founders Edition
Cette seconde édition du jeu Train Sim World était Founders Edition, disponible uniquement sur Xbox One le 9 mars 2018, contenant seulement Great Western Express située en Angleterre. Le jeu était disponible avec 3 trains : l'EAD à grande vitesse BR Class 43 (en) connu également sous le nom de HST (High Speed Train), le BR Class 166 (en) et la locomotive diesel BR Class 66 de DB Cargo UK. Il était possible d'effectuer des services sur une reproduction de la Great Western Main Line entre London Paddington et Reading.

#### Train Sim World
La troisième édition du jeu, appelée tout simplement Train Sim World. Elle était disponible sur PC, PlayStation 4 et Xbox One le 24 juillet 2018, avec quatre itinéraires: Great Western Express, Rapid Transit et Northeast Corridor : New York, ainsi que Sand Patch Grade (en) pour les joueurs sur PC uniquement. Les DLC présents auparavant comme Rapid Transit ont pu être disponible pour la 1re fois sur PlayStation 4 et Xbox One.
Il y a eu de nouveaux DLC qui ont suivi ensuite. Le jeu a commencé à être commercialisé avec plusieurs itinéraires à la fois et a peu à peu commencé à s'alimenter en contenu variés, d'où l'absence du terme "édition" du titre qui a été utilisé pour faire référence à des itinéraires en particulier. Celle-ci en regroupe le contenu pour former un jeu plus complet. Néanmoins, le jeu était toujours en développement constant.

#### Train Sim World 2020

Logo de Train Sim World 2020

La quatrième et dernière édition du jeu TSW1, Train Sim World 2020 se caractérise par sa recommercialisation sous forme d'un jeu plus complet avec de nombreux itinéraires présents et sa disponibilité sur PC, Xbox One et PS4 depuis le 15 août 2020. Elle repose sur la même base physique qui est inchangée et une évolution moindre si ce n'est que des ajouts, avec cinq itinéraires obtenu à l'achat : 
- Great Western Express
- Long Island RailRoad ( avec 6 branches autour de la gare de Jamaica (en), notamment vers New-York Penn) située aux États-Unis.
- Ligne Main–Spessart (de) (de la gare centrale d'Aschaffenbourg (en) à Gemünden (en)) située en Allemagne.
- Northern TransPennine (DLC, de Manchester Victoria à Leeds) située en Angleterre en 1983.
- Sand Patch Grade (en) se trouvant aux USA (uniquement disponible sur PC)

Les joueurs possédant Train Sim World ont obtenu les nouveautés de Train Sim World 2020 gratuitement comme une mise à jour du logiciel. De plus, ils gardent leurs itinéraires et leurs trains. L'édition 2020 comprenait une version deluxe qui elle-même contenant un itinéraire supplémentaire : Peninsula Corridor de Caltrain (DLC, de la station San Francisco 4th and King Street (en) à San Jose Diridon).
DTG a publié des Contenus additionnels comme la Ligne de la Côte de l'Est (en). de Brighton à Eastbourne et Seaford.D'autres itinéraires supplémentaires furent intégrés en tant que DLC (nouveaux comme anciens) comme :
- Rhein-Ruhr Osten (de Wuppertal à Hagen) en Allemagne, comportant des services de fret et passagers avec le "RER Allemand"
- Ruhr–Sieg Nord (de Hagen à Finnentrop (de) ) dans le même pays, au même endroit, avec pour gare commune Hagen mais sans que les itinéraires soient fusionnés.
- Hauptstrecke Rhein Ruhr (de la gare centrale de Bochum (de) à la gare centrale de Duisbourg) en Allemagne. Cet itinéraire comporte à l'achat des services régionaux express avec le S-Bahn encore une fois.
- Ligne de la vallée de la Tees (en) (de Darlington à Saltburn-by-the-Sea ) située en dans l'est de l'Angleterre en 1989.
- Ligne du Somerset de l'Ouest (en) (de Minehead aux Bishops Lydeard (en))
- Canadian National Oakville Subdivision, premier itinéraire situé au Canada et également le premier itinéraire canadien.

Cette édition du jeu est disponible sur PlayStation 5 et Xbox Series depuis les sorties de ces dernières grâce à leur rétrocompatibilité,,,.

### Train Sim World 2
Train Sim World 2 (couramment abrégé en TSW2) est un jeu vidéo de simulation ferroviaire publié par Dovetail Games. Le jeu est sorti le 20 août 2020 sur PlayStation 4, Xbox One et sur Microsoft Windows via Steam et le 20 juillet 2021 via l'Epic Games Store. Le jeu succède Train Sim World 2020, a été créé pour fonctionner avec le moteur de jeu Unreal Engine 4 et est alimenté par le moteur physique Simugraph de DTG. Le jeu est payable séparément de son prédécesseur, TSW 2020. Le jeu n'est donc pas une mise à jour de logiciel contrairement aux éditions de TSW ayant précédée TSW 2020.

#### Développement et publication
Train Sim World 2, est annoncé le 9 juin 2020, avec une date de sortie initiale prévue au 6 août 2020. Le jeu est fourni avec 3 itinéraires et plusieurs trains prévus pour sa sortie: 
- Schnellfahrstrecke Köln en Allemagne allant de Cologne (Köln) à Aix-la-Chapelle (Aachen) avec les trains DB BR 406 ICE 3M et le DB BR 442 Talent 2 (en)

- Bakerloo Line[15] du métro de Londres allant de Elephant & Castle à Harrow & Wealdstone avec le matériel roulant 1972 Tube Stock. C'est également le premier itinéraire de TSW incluant un métro.
- Sand Patch Grade (en), itinéraire de service de marchandises situé aux USA, comprenant les locomotives AC4400CW, GP38-2 et SD40-2 avec 2 livrées CSX différentes pour chaque matériel roulant.

Bien que l'itinéraire Sand Patch Grade ne soit pas nouveau (provenant de TSW: CSX Heavy Haul), il est mis à jour pour PC et maintenant également disponible sur les systèmes d'exploitation de console confirmés PlayStation 4 et Xbox One avec une optimisation majeure des consoles. L'édition Deluxe comprend également l'itinéraire ECW et l'édition Collector comprend, en plus de ce dernier, Peninsula Corridor et HRR comme itinéraires de la Preserved Collection. Le jeu est disponible sur PS5 et Xbox Series depuis leurs sorties respectives grâce à leur rétrocompatibilité pour les jeux de leurs prédécesseurs,,,. Cependant, ces consoles verront leur propre version du jeu et n'utiliseront plus la rétrocompatibilité pour permettre de jouer à Train Sim World 2 selon DTG. Ce fut le cas le 19 août 2021 où ces deux consoles de la neuvième génération eurent leur propre version du jeu pour exploiter pleinement le jeu avec les performances de ces consoles,,.

##### Transfert complémentaire
Le jeu est livré avec une fonctionnalité appelée Preserved Collection. Cela permet le transfert des DLC Train Sim World 2020 vers Train Sim World 2 dans une mesure limitée. Il est possible d'utiliser des locomotives transférées sur les itinéraires de Train Sim World 2. Cependant, la compatibilité inverse n'est pas fournie. Les itinéraires et les locomotives du prédécesseur Train Sim World 2020 peuvent être joués dans Train Sim World 2 et sont compatibles avec les nouveaux outils d'édition au fil du temps. Aucune compatibilité avec les nouvelles fonctionnalités étant initialement prévue à ce moment, la sortie du jeu a été reportée de quelques jours. DTG a annoncé que la date de sortie du jeu serait retardée au 16 juillet, avec une date de sortie à nouveau reportée au 20 août, au lieu du 6 août. C'était pour leur permettre de rendre les modules complémentaires Preserved Collection compatibles avec leur nouveau mode de jeu, le créateur de scénarios. Ils ont confirmé que le contenu de cette catégorie ne sera pas compatible avec l'éditeur de livrées, en raison d'un changement dans la façon dont ils développent les trains, bien qu'une telle compatibilité puisse être fournie dans une future mise à jour (cela a depuis été confirmé. Les développeurs ont également annoncé dans l'une de leurs FAQ en direct que leur DLC Northeast Corridor: New York, ainsi que leurs locomotives en DLC (Amtrak SW1000R et CSX GP40-2 (en) ne feraient pas partie de la Preserved Collection en raison de problèmes techniques.

###### Modifications de TSW2 par rapport au jeu précédent
Train Sim World 2 inclut de nouvelles fonctionnalités, y compris son propre éditeur de livrées, le créateur de scénarios qui a longtemps été souhaité par la communauté, et il est possible de faire fonctionner chaque locomotive installée sur chaque itinéraire installé. Par exemple, une locomotive américaine pourrait être conduite sur une ligne allemande. Avec l'aide de l'éditeur de livrées inclus, les joueurs sont en mesure de concevoir leurs trains et wagons individuellement. Le créateur de scénarios vous permet de créer et de modifier vos propres horaires et trains conduits par l'IA. Par rapport à son prédécesseur, Dovetail Games annonce également le jeu avec de meilleurs graphismes et un gameplay plus intense. Le gameplay plus réaliste est dû à une amélioration du moteur physique Simugraph,. Le jeu pour la première fois traduit les pistes audios des tutoriels en jeu en français. Il est également compatible avec la définition d'écran 4K sur les appareils compatibles avec cette dernière. Le jeu a également droit à ses contenus additionnels. Dovetail Games décida plus tard d'ajouter progressivement l'affluence importante de passagers liée aux heures de pointe à tous les itinéraires présents dans le jeu comportant des services passagers dans des lieux très fréquentés Le 24 février 2022, Dovetail Games permet aux joueurs de partager leurs livrées et leurs scénarios grâce au Creators Club (club des créateurs).
DTG a dévoilé sa première feuille de route le 18 août, qui présentait ses plans pour de futurs ajouts au jeu, ainsi que la chronologie des DLC de la Preserved Collection. DTG a annoncé dans sa feuille de route du 10 novembre 2020 que la compatibilité était en cours de production. Le jeu a reçu du contenu additionnel notamment :
- LGV Méditerranée (de Marseille à Avignon en passant par Aix-en-Provence) avec le TGV Duplex de la SNCF, qui est le premier itinéraire français représenté dans le jeu.
- Southeastern High Speed (de Londres-Saint-Pancras à Faversham) avec la BR Class 375 et la BR Class 395 "Javelin" de la Southeastern.
- Arosa Line (de Coire (Chur) à Arosa) avec le matériel roulant RhB Ge 4 4 II. C'est le premier itinéraire suisse du jeu.
- Glasgow Cathcart Circle Line opérée par ScotRail dessevant en circuit la banlieue de Glasgow, avec la gare centrale de Glasgow pour gare principale et l'EAE BR Class 314 (en) comme train inclus à l'achat. C'est le premier itinéraire écossais.

- S-Bahn Zentralschweiz opéré par les Chemins de Fer Fédéraux Suisses, vendu avec le SBB RABe 523, et allant de la gare de Lucerne à celle de Sursee dans le jeu. C'est le deuxième itinéraire suisse.
- Le train DB BR 101 en livrée DB et deux types de voitures Bpmz en livrée DB InterCity.

- Spirit of Steam (de Liverpool à Crewe) situé en Angleterre en 1958 avec le LMS Jubilee Class (en) et le LMS Stanier Class 8F (en). Cela fait de cet itinéraire le premier incluant des locomotives à vapeur et représentant la zone la plus anciennement située chronologiquement sur Train Sim World le jour de sa sortie.
- La Harlem Line opérée par MTA dans l'agglomération de New York, incluant les rames M3A (en) et M7A (en), similaires à celles de la LIRR, un autre opérateur ayant son DLC. Sur TSW, elle va de la gare de Grand Central Terminal à White Plains.

Il y'a également eu d'autres DLC.

#### Train Sim World 2: Rush Hour
Train Sim World 2 : Rush Hour est une mise à jour de TSW2 ayant ajouté une affluence importante de passagers aux heures de pointe à quelques itinéraires et, à l'occasion sorti 3 itinéraires spécialisés dans cela dans une édition vendue avec le jeu, un pack d'extensions pour ceux qui le possèderait déjà et séparément :
- London Commuter (de Londres-Victoria à l'aéroport d'Heathrow et Brighton) en Angleterre, reprenant une partie du tracé de la Ligne principale de Brighton (en) avec comme matériel roulant la BR Class 377/4 (Southern) et la BR Class 387/2 (Gatwick Express).
- Boston Sprinter (de Boston à Providence), situé aux États-Unis, accueillant les trains ACS-64 (en) de Amtrak et F40PH-3C (en) de MBTA Commuter Rail
- Nahverkehr Dresden (de Dresde (Dresden) à Riesa avec 2 branches) en Allemagne accueillant les trains DB BR 442 Talent 2 (en), DB BR 143, DB BR 146.2 et DB BR 363 de la Deutsche Bahn et le MRCE BR 185.5.

### Train Sim World 3
Train Sim World 3  est la séquelle du jeu vidéo de simulation ferroviaire Train Sim World 2 et le troisième jeu de la licence, sortie le 2 septembre 2022 sur les mêmes plateformes que son prédécesseur.

#### Développement
Train Sim World 3 possède de nombreux changements au niveau des effets météorologiques comme l'ajout d'éclairs lors d'orages, de nouveaux effets de pluie au sol, de neige durant les passages de trains, de nuages 3D mobiles accompagnés de leurs ombres sur le sol ou d'effets d'éblouissement à l'entrée ou à la sortie d'un tunnel, recherchant le réalisme. Le jeu n'a pas reçu de changements au niveau de la physique lors de la première mise à jour. Le jeu ajoute un nouveau mode de jeu appelée Training Center (centre d'entraînement) permettant de s'exercer à la conduite de certains trains ou de les essayer. Dans TSW3, le centre d'entraînement est fourni qu'importe la version du jeu achetée avec une locomotive BR Class 66 de EWS. Le club des créateurs, présent sur TSW2 depuis le 24 février 2022, est toujours disponible sur TSW3. C'est également le cas des modes de jeu d'éditeur de livrées et d'éditeur de scénarios. La version standarde du jeu contient 3 itinéraires :
- Southeastern High Speed (prolongée) en Angleterre, étant un DLC de TSW2, allant toujours de Londres Saint-Pancras à Faversham mais avec l'ajout de deux branches. La première part d'Ebbsfleet Intl. pour terminer à Ashford Intl. pour la ligne High Speed 1 avec la Class 395; l'autre branche pour les services voyageurs de banlieue et de fret partant de Gravesend pour terminer à Dartford a été ajoutée. La Class 375 est toujours incluse accompagnée de l'ajout gratuit de la Class 465 et du train de fret Class 66 de EWS.
- Cajon Pass, située à proximité de la route 66 aux États-Unis, allant de Barstow à San Bernardino, avec les matériels roulants ES44C4 et SD40-2
- Schnellfahrstrecke Kassel - Wüzburg en Allemagne, reprenant une partie de la LGV Hanovre - Wurtzbourg, avec le train à grande vitesse DB BR 401 ICE 1 accompagné du DB BR 403 ICE 3 et le train de fret de nuit DB BR 185.2 de Railion.

L'édition deluxe ajoute l'itinéraire Spirit of Steam.
Le jeu a également reçu quelques contenus additionnels avant la sortie du prochain jeu l'année suivante, notamment :
- la Birmingham Cross-City Line,
- Northeast Corridor : New York - Trenton,
- le second itinéraire écossais Glasgow - Edinburgh (via la ligne de Falkirk High (en)),
- la BR Class 700/0 (en) pour l'opérateur Thameslink,
- le TGV américain Acela.
- Un itinéraire fictif spécial à l'occasion de la fête de Noël, avec un train F7 décoré à l'occasion. C'est le deuxième itinéraire fictif après le centre d'entraînement.

D'autres DLC sont également sortis avec ce jeu.

### Train Sim World 4
Train Sim World 4 est le quatrième jeu vendu de la licence de jeux de simulation ferroviaire Train Sim World et est le successeur direct de Train Sim World 3, annoncé le 22 août 2023 et disponible à partir du 26 septembre de la même année. La quasi totalité des contenus additionnels des éditions précédentes restent totalement compatibles et automatiquement transférées.
Train Sim World 4 est une évolution de Train Sim World 3 dont il reprend la même base technique et l'ensemble des fonctionnalités mais apporte plusieurs nouveautés comme :
- Refonte des éditeurs de scénarios et de livrées
- Mode photo avec fonctions de retouche pour des captures personnalisées
- Mode parcours libre : le joueur pose les trains qu'il souhaite sur un itinéraire et crée son parcours
- Améliorations graphiques (notamment le rendu caténaire et du brouillard, lignes TSW3 et 4 uniquement et quelques exceptions)
- Nouveau moniteur de piste pour l'annonce des signaux et vitesses (le précédent reste disponible en option)
- Revue du système de scores qui tient compte de plus de paramètres (nouvelles lignes uniquement).
- Ajouts d'assistances aux joueurs débutants afin de pouvoir prendre en main une situation dite "compliquée", par exemple lors d'arrêts d'urgence, afin de rendre le jeu plus accessible aux personnes ne s'y connaissant pas en conduite ferroviaire.
- Le centre d'entraînement est toujours présent et inclus avec le jeu qu'importe la version achetée, avec l'ajout d'un EAE BR Class 323 (en) et d'une locomotive de fret à vapeur LMS Stanier Class 8F (en) exclusivement prévus pour cette carte, en plus de la BR Class 66 présente sur TSW3. Tous ces matériels roulants sont dans une livrée exclusive au centre d'entraînement, se privant d'une quelconque marque d'opérateur. Le club des créateurs, présent depuis TSW2, est toujours présent.

Par ailleurs, le jeu (dans sa version standarde) est traditionnellement fourni avec trois lignes et trois nouveaux matériels (disponibles aussi en DLC séparés) incluant des services marchandises ou voyageurs
- S-Bahn Vorarlberg: Lindau - Bludenz situé en Autriche, fournie avec le EAE régional ÖBB 4024 Talent et le train de fret DB BR 185.2 de Railion qui fait son retour. Cet itinéraire est précurseur des itinéraires autrichiens dans la licence TSW, changeant la tendance du développeur Dovetail Games à proposer à l'achat d'un jeu (en version standard) un itinéraire allemand, britannique et américain.
- East Coast Main Line: Peterborough - Doncaster, qui est une ligne à grande vitesse en Angleterre, fournie avec la LNER BR Class 801 Azuma BR Class 801 AZUMA de LNER (en) et la BR Class 66 de EWS.
- Antelope Valley Line: Los Angeles - Lancaster aux États-Unis, fournie avec la locomotive diesel F125 (en) de Metrolink.

À la sortie du jeu, l'itinéraire Dresden - Riesa est disponible avec un rendu graphique complètement mis à jour, comme les nouveaux itinéraires depuis TSW3. Mais aussi, deux matériels emblématiques sont disponibles dans la version Deluxe puis en DLC séparés : la locomotive à vapeur britannique Flying Scotsman et la locomotive électrique de fret européenne BR 193 "Vectron" en livrée Railpool (en).
Plusieurs mois après la sortie du jeu, le mode "Éditeur de Formation" est progressivement implémenté en version bêta pour les joueurs PC, puis pour les joueurs sur consoles de salon. Il consiste à pouvoir effectuer des assemblages personnalisés de matériels roulants (voitures, wagons, locomotives, etc.) en fonction de la collection de trains du joueur pour ensuite les utiliser dans le centre d'entraînement ou l'éditeur de scénarios par exemple.
D'autres DLC sont également sortis pour le jeu, notamment : 
- la ligne Suffragette du London Overground

- L'itinéraire new-yorkais LIRR Commuter (semblable au DLC de TSW 2020, ajoutant les rames LIRR M9 (en) et quelques branches ferroviaires mais vendu à part).
- Le jeu a également sorti ses premiers trains en version "pour experts" dans l'extension "Expert DB BR 101", poussant la conduite à une compréhension plus poussée des aspects techniques et du fonctionnement des trains et se dissociant de l'aspect jeux-vidéo pour embrasser la simulation pure. Cette extension, plus coûteuse, est dissociée de l'extension DB BR 101 moins coûteuse et sortie quelques années auparavant dont la conduite est plus accessible.

Plusieurs DLC ont été annoncés dans la feuille de route, notamment la Tadami Line situé au Japon. En revanche, la sortie du jeu suivant a précédé la sortie de certains qui se retrouveront alors vendus exclusivement sur TSW5 et les potentiels jeux futurs.

### Train Sim World 5
Train Sim World 5 est le cinquième jeu de la continuité principale des jeux Train Sim World (hors jeux dérivés). Il succède Train Sim World 4 et est sorti officiellement le 17 septembre 2024 sur PC, PlayStation 5, Xbox Series et les consoles de huitièmes génération qui sont la PlayStation 4 et la Xbox One.
Il reprend les mêmes fonctionnalités que ce dernier tout en y ajoutant quelques nouveautés. Tous les contenus additionnels des jeux précédents peuvent être transférés vers ce jeu. Contrairement à tous ses prédécesseurs, celui-ci inclut une version "Starter Pack" gratuite téléchargeable temporairement mais conservable par la suite avec pour seule carte le centre d'entraînement — terrain "bac-à-sable" commun aux autres versions contenant des itinéraires — privé des autres itinéraires permettant l'accès au mode scénarios et au mode horaires . La version Starter Pack, si téléchargée toute seule, ne fournit donc pas toutes les nouvelles fonctionnalités exclusives aux itinéraires de TSW5 ou ceux rénovés telles que l'itinéraire en du premier jeu TSW. Le jeu ajoute plusieurs nouveautés telles que :
- Une révision du plan en temps réel de la carte de l'itinéraire, en facilitant l'utilisation d'éléments présents sur celles-ci telles que les aiguillages, des informations sur les trains en service, et autres.
- Le Mode Contrôleur, qui était déjà présent sur l'itinéraire de TSW3 "Glasgow - Edinburg" exclusivement, vient s'ajouter dans tous les itinéraires sorti depuis TSW5 (et ceux rénovés). Dans ce mode, le joueur peut effectuer les tâches d'un contrôleur de transport en commun en vérifiant la validité des tickets des passagers.
- Les liaisons inter-itinéraires sont un ajout au jeu exclusif au contenu sorti depuis TSW5 ainsi que le contenu rénové, permettant de relier les itinéraires du jeu ayant un lieu en commun et de permettre au joueur d'alterner entre eux s'il le souhaite à condition que les itinéraires en question sont en sa possession. La plupart des itinéraires de TSW5 partagent des lieux communs avec des itinéraires de jeux précédents. Par exemple, la "San Bernardino Line" partage la gare de San Bernardino avec "Cajon Pass" de TSW3 et la gare de Los Angeles avec l'itinéraire "Antelope Valley Line" de TSW4.
- La fonction "Voyage rapide" permet dans un itinéraire d'aller rapidement d'un lieu à un autre sans se déplacer à pied ou en train, ce qui n'était pas possible avant.
- Le "Mode Photo" a reçu quelques changements comme le fait de changer la météo pour prendre la photo sous le temps souhaité.
- Mise à jour de la caméra interne en cabine pour les écrans digitaux.
- L'ajout de la BR 146 (en)  au centre d'entraînement et la voiture à double-niveaux avec cabine embarquée Dosto (en), en plus de la LMS Stanier Class 8F (en), la BR Class 66 et la BR Class 323 (en) déjà présentes, toutes dans une livrée exclusive au centre d'entraînement se privant d'une quelquonque marque d'opérateur.
- Mise à jour progressive de la physique de suspension des rames.
- D'autres changements et améliorations mineurs comme le menu , etc.

Le jeu contient les itinéraires suivant dans sa version standarde. Ceux-ci ne sont pas inclus dans le Starter Pack gratuit et sont également vendus séparément :
- West Coast Main Line Sud : Londres Euston - Milton Keynes, vendu avec les EAE Class 350/1 (en) de la compagnie West Midlands Trains (en) et les BR Class 377/2 reconverties de Southern.

- San Bernardino Line : Los Angeles - San Bernardino est vendu avec la locomotive MP36 (en) de Metrolink.

- Frankfurt - Fulda: Kinzigtalbahn  est vendu avec le ICE T (DB BR 411), le DB BR 423, le DB BR 114 et le BR 193 "Vectron" en livrée DB.

Dans la version Deluxe du jeu, en plus de tous ce qui est listé ci-dessus, elle inclus la livrée Flixtrain pour la Vectron et ses voitures, l'Avanti West Coast BR Class 390 Pendolino et l'itinéraire Cajon Pass.
Lors de l'annonce, le jeu dévoile de nouveaux itinéraires en tant que contenus additionnels dont certains qui amènent de nouveaux pays dans la licence. Notamment :
- Cardiff City Network aux Pays de Galles à Cardiff, premier itinéraire gallois sur TSW.
- Spoorlijn Zwolle - Groningen aux Pays-Bas, premier itinéraire néerlandais sur TSW.
- MBTA Commuter : Framingham/Worcester Line (en) aux USA, itinéraire opéré par la Massachusetts Bay Transportation Authority.
- West Coast Main Line : Preston - Carlisle, autre itinéraire sur la ligne ferroviaire britannique WCML situé chronologiquement en 1980.
- Pfälzische Ludwigsbahn (de): Mannheim - Kaiserslautern.  [36] qui comprend des services sur le "RER Allemand", des TGV locaux et du fret.

D'autres contenus additionnels ont été vendus avec ce jeu, notamment un qui officialise un partenariat entre TSW et Thomas et ses amis où le personnage de Thomas le train et quelques autres sont jouables.

### Train Sim World VR: New York

Logo de Train Sim World VR

Train Sim World VR est un jeu de simulation ferroviaire en réalité virtuelle développé par Dovetail Games et le studio Just Add Water pour l'équipement de réalité virtuelle Meta Quest et sorti dans le Meta Store le 31 Mars 2025 après TSW5. Le jeu n'est pas considéré comme faisant partie de la continuité directe des jeux Train Sim World, étant un jeu dérivé de TSW5 exclusif à l'expérience en réalité virtuelle et ne contenant qu'un itinéraire. Le jeu reprend le gameplay des principaux jeux Train Sim World et permet de jouer sur l'itinéraire de la Harlem Line dans la banlieue de New York qui est déjà disponible sur TSW.

## Modding
Il était initialement prévu d'apporter des outils d'édition basés sur Unreal Engine 4 pour le modding au jeu Train Sim World premier du nom avant que les éditeurs de scénarios et de livrées intra-jeu existent. Dans une mise à jour du studio de septembre 2018, il a été révélé que les outils seraient les mêmes que ceux utilisés par Dovetail Games pour créer du contenu, permettant aux utilisateurs de créer des itinéraires, des locomotives, des wagons, des autocars, des scénarios et des services. Cependant, il n'aurait pas été possible de modifier les itinéraires existants publiés par DTG au lancement. Il était prévu de publier une version bêta ouverte des outils d'édition. DTG a également prévu de créer une série de didacticiels vidéo pour les outils d'édition.
Cependant, lors d'une FAQ sur TSW2 diffusée en direct le 11 juin 2020, les développeurs ont annoncé que les outils liés à UE4 ne seraient pas rendus publics. Cela a continué à être réaffirmé sur les forums du site web de DTG par les responsables de la communauté, citant "des considérations supplémentaires rendent une publication publique impossible", bien que l'éditeur ait été mis à la disposition de développeurs tiers.
L'éditeur Unreal a finalement été implémenté en version bêta à l'occasion de la sortie de Train Sim World 4.
Les joueurs de la version PC uniquement peuvent ajouter des mods via un site dédié.